# Ray Lamphere

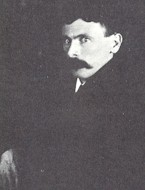
Ray Lamphere tijdens zijn proces.

Ray Lamphere (ca. 1877 - Michigan City, 30 december 1909) was een klusjesman die in LaPorte (Indiana) leefde rond 1900. Hij werkte voor een uit Noorwegen afkomstige boerin, Belle Gunness, met wie hij ook een affaire kreeg. 
Toen Belle Gunness' boerderij op 28 april 1908 afbrandde, vond de politie minstens vijftien lichamen, waaronder het onthoofde lichaam van een vrouw. Ray Lamphere werd aangeklaagd voor moord en brandstichting, maar alleen veroordeeld voor het laatste. Hij stierf in de gevangenis, maar vertelde een celgenoot dat het vrouwenlichaam niet van Belle was.

## Gerelateerde onderwerpen
- Belle Gunness